# تراوتنشتاین
تراوتنشتاین (به آلمانی: Trautenstein) یک منطقهٔ مسکونی در آلمان است که در اوبرهارز آم بروکن واقع شده‌است. تراوتنشتاین ۴۹۳ نفر جمعیت دارد.